# Litochila jezonica
Litochila jezonica là một loài tò vò trong họ Ichneumonidae.